# Táticas navais

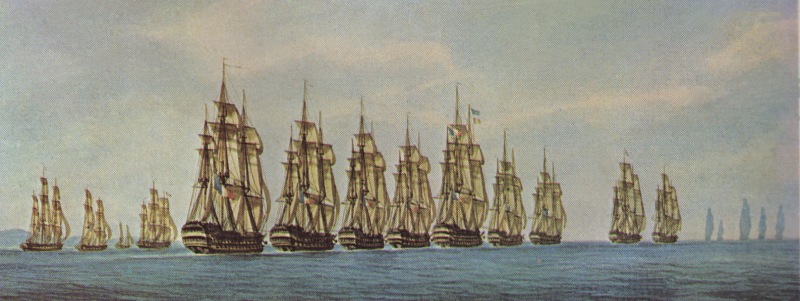
Frota naval

Táticas e doutrina navais é o nome coletivo para métodos de engajar e derrotar um navio ou frota inimiga em batalha no mar durante a guerra naval, o equivalente naval das táticas militares em terra.
As táticas navais são distintas da estratégia naval. As táticas navais estão preocupadas com os movimentos que um Comandante faz na batalha, normalmente na presença do inimigo. A estratégia naval diz respeito à estratégia geral para alcançar a vitória e aos grandes movimentos pelos quais um comandante ou comandante garante a vantagem de lutar em um local conveniente para ele.
As táticas navais modernas são baseadas em doutrinas táticas desenvolvidas após a Segunda Guerra Mundial, após a obsolescência do encouraçado e o desenvolvimento de mísseis de longo alcance. Como não houve nenhum grande conflito naval desde a Segunda Guerra Mundial, além da Guerra Naval Indo-Paquistanesa de 1971 e da Guerra das Malvinas, muitas dessas doutrinas refletem cenários desenvolvidos para fins de planejamento. Os críticos argumentam que o colapso da União Soviética e a subsequente redução no tamanho e nas capacidades da marinha russa tornam a maioria desses cenários de frota contra frota obsoletos.

## Conceitos chave
Um conceito central na guerra da frota naval moderna ocidental é o espaço de batalha: uma zona em torno de uma força naval dentro da qual um comandante está confiante em detectar, rastrear, envolver e destruir ameaças antes que elas representem um perigo. Como em todas as formas de guerra, um objetivo crítico é detectar o inimigo e evitar a detecção.
O mar aberto fornece o espaço de batalha mais favorável para uma frota de superfície. A presença de terra e a topografia de uma área comprimem o espaço de batalha, limitam as oportunidades de manobra, tornam mais fácil para um inimigo prever a localização da frota e dificultam a detecção de forças inimigas. Em águas rasas, a detecção de submarinos e minas é especialmente problemática.
Um cenário que foi foco do planejamento naval americano e da OTAN durante a Guerra Fria foi o conflito entre duas frotas modernas e bem equipadas em alto mar, o embate Estados Unidos/OTAN e União Soviética/ Pacto de Varsóvia. Como a Guerra Fria terminou sem uma guerra total direta entre os dois lados, o resultado de tal ação permanece hipotético, mas foi amplamente entendido como incluindo, no final da Guerra Fria, várias salvas de mísseis antinavio contra os americanos e tentativas dos EUA de ataque aéreo às bases terrestres e/ou frotas soviéticas. Dada a eventual eficácia surpresa estratégica dos mísseis antinavio, o resultado de tal confronto está longe de ser claro.
A principal consideração é para os Grupos de batalha de porta-aviões (CVBGs). Os críticos da atual doutrina naval argumentam que, embora seja improvável que tal batalha de frota ocorra no futuro previsível, o pensamento da Guerra Fria continua a dominar a prática naval. No entanto, outros apontam para o aumento dos orçamentos navais da Rússia e do sul e leste da Ásia como uma possibilidade de que o combate naval convencional no futuro possa se tornar relevante novamente.
As táticas navais e os sistemas de armas podem ser categorizados pelo tipo de oponentes que pretendem combater. A guerra antiaérea (AAW) envolve ação contra aeronaves e mísseis de entrada. A guerra anti-superfície (ASuW) concentra-se em atacar e defender contra navios de guerra de superfície. A guerra anti-submarina (ASW) lida com a detecção e destruição de submarinos inimigos.
A principal ameaça no combate naval moderno é o míssil de cruzeiro aéreo, que pode ser lançado de plataformas de superfície, subsuperfície ou aerotransportadas. Com velocidades de mísseis que variam até a velocidade de Mach 4 (4 939,2 km/hora), o tempo de engajamento pode ser de apenas alguns segundos e esses mísseis podem ser projetados para "deslizar próximo ao mar" a poucos metros acima da superfície do mar.
A chave para uma defesa bem-sucedida era destruir a plataforma de lançamento antes de disparar, removendo assim várias ameaças de mísseis de uma só vez. Isso nem sempre é possível, portanto, os recursos de guerra antiaérea (AAW) precisam ser equilibrados entre as batalhas aéreas externas e internas. As táticas de mísseis agora são principalmente disparar e esquecer na maneira dos mísseis Harpoon ou Exocet ou utilizar o direcionamento além do horizonte, como os mísseis Tomahawk ou o Silkworm. A defesa de mísseis de curto alcance na era moderna depende fortemente de sistemas de armas de curto alcance (CIWS), como o Phalanx ou o goalkeeper.
Embora viajando debaixo d'água e em velocidades mais baixas, os torpedos apresentam uma ameaça semelhante. Como é o caso dos mísseis, os torpedos são autopropulsados e podem ser lançados de plataformas de superfície, subsuperfície e aéreas. As versões modernas desta arma apresentam uma ampla seleção de tecnologias de homing especialmente adequadas ao seu alvo específico. Há muito menos meios de destruir torpedos recebidos em comparação com mísseis.
Os submarinos, como plataformas de lançamento de subsuperfície, representam uma importante ameaça às operações navais convencionais. Revestimentos anecóicos e jatos de bomba ultra-silenciosos fornecem aos submarinos modernos a vantagem da furtividade. A mudança para operações em águas rasas aumentou muito essa vantagem. A mera suspeita de uma ameaça submarina pode forçar uma frota a comprometer recursos para removê-la, pois as consequências de um submarino inimigo não detectado podem obviamente ser letais. A ameaça representada pelos submarinos britânicos durante a Guerra das Malvinas de 1982 foi uma das razões pelas quais a Marinha Argentina foi limitada em suas operações. Um único submarino no mar também impactou as operações na Guerra Naval Indo-Paquistanesa de 1971.
As forças navais convencionais também são vistas como capazes de projeção de poder. Em várias operações navais, o porta-aviões tem sido usado para apoiar as forças terrestres, em vez de fornecer controle aéreo sobre o mar. Portadores foram usados desta forma durante a Guerra do Golfo.

## História
As táticas navais evoluíram ao longo do tempo com o desenvolvimento da tecnologia naval e a evolução dos navios de guerra. A evolução das táticas navais pode ser melhor compreendida dividindo a história naval em tópicos temáticos:
- Táticas de galera: táticas navais desde os primeiros tempos até a Batalha de Lepanto (1571), a última grande batalha em que as galeras (de propulsão a remo) dominaram.
- Táticas de veleiros: Táticas focadas em velejar navios de guerra, especialmente a partir do final do século XVI, incluindo o desenvolvimento da linha de batalha.
- Táticas navais na Era do Vapor: O desenvolvimento do fuzil a vapor disparando projéteis explosivos levou a novas táticas que foram desenvolvidas para os couraçados Dreadnought de canhões grandes. A mina, o torpedo, o submarino e a aeronave representaram novas ameaças, cada uma das quais teve que ser combatida, levando a desenvolvimentos táticos, como a guerra antissubmarina e o uso de camuflagem ofuscante. No final da era do vapor, os porta-aviões e submarinos substituíram os encouraçados como as principais unidades da frota.

O período moderno das táticas navais começou com a substituição generalizada de canhões navais por mísseis e aeronaves de combate de longo alcance após a Segunda Guerra Mundial e é a base para a maior parte da doutrina tática usada hoje.

### Conflitos pós-Segunda Guerra Mundial

#### A Guerra Naval Indo-Paquistanesa de 1971
A Guerra Indo-Paquistanesa de 1971 foi o conflito mais significativo envolvendo forças navais desde a Segunda Guerra Mundial. Mais de dois mil marinheiros morreram e vários navios foram afundados. Significativamente, o primeiro naufrágio submarino de um navio desde a Segunda Guerra Mundial ocorreu quando o submarino paquistanês PNS Hangor afundou uma fragata indiana ASW INS Khukri. Sonar passivo/ativo, torpedos teleguiados, ataques aéreos a instalações navais e embarcações de mísseis rápidos foram todos utilizados nesta guerra.
No teatro ocidental da guerra, a Marinha indiana atacou com sucesso o porto de Karachi na Operação Trident na noite de 4-5 de dezembro, usando barcos de mísseis, afundando o destróier paquistanês PNS Khaibar e o caça- minas PNS Muhafiz; O PNS Shah Jahan também foi gravemente danificado. 
Em resposta, submarinos paquistaneses procuraram grandes navios de guerra indianos. 720 marinheiros paquistaneses foram mortos ou feridos, e o Paquistão perdeu combustível de reserva e muitos navios comerciais, prejudicando assim a Marinha do Paquistã, com o maior envolvimento da empresa no conflito. A Operação Trident foi seguida pela Operação Python na noite de 8 a 9 de dezembro, na qual barcos de mísseis indianos atacaram o porto de Karachi, resultando em mais destruição de tanques de combustível de reserva e no naufrágio de três navios mercantes paquistaneses. Uma vez que o quartel-general naval do Paquistão e quase toda a sua frota operavam a partir da cidade portuária de Karachi, esta foi uma grande vitória estratégica que permitiu à marinha indiana atingir a superioridade naval completa e bloquear parcialmente o Paquistão.
No teatro oriental da guerra, o Comando Naval Oriental Indiano isolou completamente o Paquistão Oriental por um bloqueio naval na Baía de Bengala, prendendo a Marinha do Paquistão Oriental e oito navios mercantes estrangeiros em seus portos. A partir de 4 de dezembro, o porta-aviões INS Vikrant foi implantado e seus caças-bombardeiros Sea Hawk atacaram muitas cidades costeiras no Paquistão Oriental incluindo Chatigão e Cox's Bazar. O Paquistão respondeu à ameaça enviando o submarino PNS Ghazi, que afundou no caminho em circunstâncias misteriosas ao largo na costa de Visakhapatnam. Em 9 de dezembro, a Marinha indiana sofreu sua maior perda de guerra quando o submarino paquistanês PNS Hangor afundou a fragata INS Khukri no Mar Arábico, resultando na perda de 18 oficiais e 176 marinheiros.
Os danos infligidos à Marinha do Paquistão foram de 7 canhoneiras, 1 caça-minas, 1 submarino, 2 destróieres, 3 embarcações de patrulha pertencentes à guarda costeira, 18 navios de carga, abastecimento e comunicação, e danos em grande escala infligidos na base naval e nas docas em a cidade costeira de Karachi. Três navios da marinha mercante – Anwar Baksh, Pasni e Madhumathi – e dez embarcações menores foram capturados. Cerca de 1 900 militares foram perdidos, enquanto 1 413 militares foram capturados pelas forças indianas em Dhaka. De acordo com um estudioso do Paquistão, Tariq Ali, o Paquistão perdeu metade de sua marinha na guerra.

#### A Guerra das Malvinas
A Guerra das Malvinas de 1982 foi o próximo conflito mais significativo envolvendo forças navais desde a Segunda Guerra Mundial. O combate primário foi entre a Força Aérea Argentina, baseada no continente, e a força naval britânica centrada em porta-aviões. As forças navais argentinas desempenharam apenas um papel menor no conflito.
A guerra demonstrou a importância do alerta precoce aerotransportado naval (AEW). Vital para o sucesso britânico foi a proteção dos dois porta-aviões da Marinha Real, HMS Hermes e HMS Invincible. Em 1982, a Marinha Real tinha efetivamente zero capacidade de radar além do horizonte, então para proteger a força-tarefa naval britânica, vários destróieres e fragatas foram enviados em piquete de radar para formar a primeira linha de defesa contra ataques aéreos argentinos. Como resultado, os britânicos perderam o destróier Type 42 HMS Sheffield para disparar após um ataque de um Exocet argentino. Após o conflito, a Marinha Real modificou alguns helicópteros Westland Sea King para o papel alerta precoce aerotransportado naval. Outras marinhas (incluindo França, Espanha e Itália) desde então incluíram aeronaves ou helicópteros AEW em seus porta-aviões.
O conflito também levou a um aumento do interesse nas capacidades de defesa aproximada de navios navais, incluindo Sistema de Armas de Defesa Próxima como uma defesa de última hora contra mísseis que chegam. O ataque à fragata americana USS Stark em patrulha no Golfo Pérsico em 1987 também destacou o perigo dos mísseis antinavio. No caso do Stark, os mísseis Exocet iraquianos não foram detectados e o Sistema de Armas de Defesa Próxima Stark não foi ativado, pois o navio não esperava um ataque.
A guerra das Malvinas também viu a única vez que um navio de guerra foi afundado por um submarino nuclear em um ataque hostil, quando o submarino nuclear britânico HMS Conqueror atacou o cruzador argentino ARA General Belgrano com torpedos. Com suas usinas de propulsão nuclear, os submarinos foram capazes de permanecer na estação praticamente sem serem detectados.

#### Outros conflitos
Outra grande operação naval conduzida por uma grande potência ocorreu quando a Marinha dos EUA forneceu proteção a navios-tanque de propriedade do Kuwait no Golfo Pérsico entre 1987 e 1988, durante a Guerra Irã-Iraque. As forças navais desempenharam um papel de apoio em algumas batalhas terrestres. Navios de guerra dos EUA forneceram apoio de tiros durante a Guerra do Vietnã e a Guerra do Golfo de 1991. Durante a Guerra das Malvinas, destróieres e fragatas britânicos realizaram bombardeios em posições argentinas.
A Guerra da Croácia de 1991 e a subsequente Guerra da Bósnia viram alguma ação naval, inicialmente quando a Marinha Iugoslava declarou um bloqueio aos portos da Dalmácia de setembro a dezembro de 1991 e mais tarde em 1994-1995, quando as forças navais da OTAN, como parte da Operação Sharp Guard, enviou várias unidades para o Adriático para impor um embargo de armas das Nações Unidas à ex-Iugoslávia.
Operações posteriores na ex-Iugoslávia, como Deliberate Force e Allied Force, envolveram o uso de aeronaves marítimas e o lançamento de mísseis de cruzeiro Tomahawk contra alvos sérvios. Navios de guerra britânicos e australianos forneceram apoio de artilharia à operação Al Faw durante a invasão do Iraque em 2003. As forças navais dos EUA e do Reino Unido voltaram a usar mísseis de cruzeiro Tomahawk contra alvos terrestres no decorrer de ações empreendidas desde o fim da Guerra Fria, como a abertura do envolvimento internacional na Guerra Civil da Líbia, na qual as Forças Armadas britânicas tiveram um papel decisivo.
O bombardeio do USS Cole, uma missão suicida na água em um destróier Aegis dos EUA no Iêmen em outubro de 2000, resultou em uma maior conscientização sobre os riscos terroristas enquanto os navios de guerra estão no porto ou perto de costas potencialmente hostis. A Guerra ao Terrorismo também aumentou a conscientização sobre o papel naval contra o terrorismo.
A invasão do Afeganistão liderada pelos EUA reafirmou o papel do poder aéreo naval, e as aeronaves baseadas em porta-aviões dos EUA forneceram a maioria das missões sobre o Afeganistão contra as forças do Talibã e da Al-Qaeda. Mais de 90% das munições entregues pela Marinha dos EUA na Operação Enduring Freedom eram munições guiadas com precisão.
Várias nações contribuíram com navios e aeronaves de patrulha marítima para negar o acesso da Al-Qaeda ao Mar Arábico e ao Oceano Índico, incluindo os EUA, Austrália, Grã-Bretanha, Canadá, Alemanha, Holanda e Nova Zelândia, entre outros. França e a Itália também usaram suas aeronaves baseadas em porta-aviões sobre o Afeganistão. Forças especiais operavam a partir de porta-aviões americanos e britânicos, em particular, o USS Kitty Hawk. Aeronaves tradicionalmente usadas para patrulha marítima, como o Nimrod e o P-3 Orion, também foram usados no papel de vigilância terrestre sobre o Afeganistão, bem como durante a invasão do Iraque em 2003.